# Jorge Julio (beisbolista)
Jorge Dandys Julio Tapia (3 de marzo de 1979) fue un lanzador venezolano de béisbol profesional en las Grandes Ligas. Julio jugó para los Baltimore Orioles entre 2001 y 2005, los New York Mets y los Arizona Diamondbacks en 2006, y los Florida Marlins y Colorado Rockies en 2007. También jugó para los Cleveland Indians y los Atlanta Braves en 2008, y para los Milwaukee Brewers en 2009. Se desempeñó principalmente como relevista y cerrador.

## Carrera profesional

### Montreal Expos
Julio firmó con los Montreal Expos el 14 de febrero de 1996. Jugó en la organización de ligas menores del equipo hasta ser transferido a los Baltimore Orioles por Ryan Minor el 22 de diciembre de 2000.

### Baltimore Orioles
La primera temporada de Julio en las mayores fue el 2001 con los Orioles, en la cual obtuvo marca de 1-1 con efectividad de 3.80 en 21.1 entradas lanzadas; sin embargo, la primera temporada completa de Julio fue el 2002, en la cual registró marca de 5-6, efectividad de 1.99, 25 juegos salvados y 55 ponches en 68 entradas. Finalizó tercero en la votación para el premio Novato del año de la Liga Americana, obteniendo un voto al segundo lugar y 11 votos al tercer lugar.
En las temporadas siguientes, Julio fue incapaz de repetir el éxito que tuvo en su temporada de novato, y eventualmente perdió su puesto como cerrador de los Orioles al final de la temporada 2004, siendo sustituido por B. J. Ryan. Julio inició la temporada 2005 como setup de Ryan, permitiendo sólo una carrera en 12 2/3 entradas durante el mes de abril; a pesar de ello, su rendimiento disminuyó y finalizó la temporada con marca de 3-5 y efectividad de 5.60 en 67 apariciones.

### New York Mets
El 21 de enero de 2006, Julio fue transferido a los New York Mets junto al prospecto John Maine a cambio del lanzaor Kris Benson. Inició la temporada en el bullpen de los Mets, pero fue transferido a los Arizona Diamondbacks el 23 de mayo de ese mismo año a cambio del lanzador Orlando Hernández.

### Arizona Diamondbacks
Con los Diamondbacks Julio reemplazó a José Valverde como el cerrador del equipo, salvando 15 juegos en 19 oportunidades antes de perder el puesto ante Valverde a inicios de septiembre. El 26 de marzo de 2007, Julio fue transferido a los Florida Marlins a cambio de Yusmeiro Petit.

### Florida Marlins
Los Marlins nombraron a Julio su cerrador al finalizar los entrenamientos primaverales, pero al fallar tres oportunidades de salvar un juego, fue removido del puesto a mediados de abril. El 12 de mayo de 2007, en su última presentación con los Marlins, le concedió un gram slam ganador a Ryan Zimmerman de los Washington Nationals. Fue transferido a los Colorado Rockies a cambio de Byung-Hyun Kim el siguiente día.

### Colorado Rockies
En Colorado, Julio actuó como relevista intermedio y setup, apareciendo en 58 juegos y consiguiendo marca d 0-3 con 3.93 de efectividad. En la 13.ª entrada del Wild Card Game, Julio le concedió un jonrón de dos carreras Scott Hairston. Sin embargo, los Rockies remontaron y ganaron el juego en el cierre de la 13.ª entrada. Julio fue dejado en libertad por los Rockies el 27 de octubre de 2007.

### Cleveland Indians
El 31 de julio de 2008, Julio firmó un contrato de liga menor con los Cleveland Indians, recibiendo una invitación para los entrenamientos primaverales. Su contrato fue comprado por el equipo mayor el 25 de marzo, llegando a formar parte de la plantilla en el día de apertura de la temporada. Sin embargo, después de 15 relevos inefectivos, fue designado para asignación el 28 de mayo, siendo liberado el 2 de junio. Logró marca de 0-0 con 5.60 de efectividad en dichas apariciones.

### Atlanta Braves
Después de ser liberado, Julio firmó un contrato de liga menor con los Atlanta Braves. En el mes final de la temporada 2008, Julio participó en 12 juegos para los Braves, ganando tres juegos y registrando una efectividad de 0.73.

### Milwaukee Brewers
El 4 de diciembre de 2008, Julio firmó un contrato de un año con los Milwaukee Brewers. El 2 de junio de 2009, fue liberado por los Brewers después de registrar marca de 1-1 con efectividad de 7.79.

### Tampa Bay Rays
Julio fue firmado por los Tampa Bay Rays el 9 de junio de 2009, y posteriormente se reportó a la filial Clase AAA del equipo, los Durham Bulls. Fue despedido el 7 de agosto de ese mismo año.

### Pittsburgh Pirates
El 30 de agosto de 2009, Julio firmó un contrato de liga menor con los Pittsburgh Pirates. En noviembre de 2009 eligió la agencia libre.

### Bridgeport Bluefish
El 10 de abril de 2010, Julio firmó un trato para unirse al equipo independiente de los Bridgeport Bluefish para la temporada 2010. El entrenador de lanzadores Fred Stackson comentó que Julio había ganao consistencia con su relevo, especialmente frente a bateadores derechos. En enero de 2011, llegó a un acuerdo con los Pittsburgh Pirates, pero no lanzó ese año. En 2012 Julio regresó a Bridgeport.

## Estilo de lanzar
Julio, quien lanza extremadamente duro, se caracteriza por poseer rectas tanto de cuatro como de dos costuras, las cuales alcanzan 95-100 MPH regularmente, pudiendo superar dicha velocidad. También posee un slider que alcanza entre 86-90 MPH, y ocasionalmente lanza un cambio.